# Lev Lvovitch Kamenev
Pour les articles homonymes, voir Kamenev.
Lev Kamenev (en russe : Ка́менев, Лев Льво́вич), né en 1833 ou en 1834 à Rylsk en Russie et mort le 26 janvier 1886 à Savvinskaïa Sloboda (ru) en Russie est un peintre paysagiste russe.

## Biographie
Son père, un commerçant pauvre s'installe avec sa famille à Astrakhan mais la situation ne s'améliorant pas, Lev est retiré du collège, ou du lycée, pour aider au magasin. Il va travailler de temps en temps chez Mikhaïl Korovine (ru), un commerçant amateur d'art et grand-père du célèbre artiste, Constantin Korovine. Son « employeur » découvrant les dons artistiques du jeune homme donne cinq mille roubles à son père pour qu'il entre à l'Académie russe des beaux-arts à Saint-Pétersbourg.
On ignore s'il a essayé d'y rentrer mais de 1854 à 1857, il étudie à l'École de peinture, de sculpture et d'architecture de Moscou avec Ivan Chichkine, Alekseï Savrassov et Vassili Perov entre autres auprès du professeur Karl Rabous (ru) dans la classe de paysage. À la mort de Karl Rabous en 1857, Alekseï Savrassov, qui n'a que trois ou quatre ans de plus que Kamenev, devient son professeur, son mentor et son ami. En 1858, Kamenev reçoit le titre d'artiste pour le paysage présenté au conseil de l'Académie impériale des arts et rejoint la Société des amateurs d'art de Moscou. Il participe à des expositions, reçoit des prix et ses toiles se vendent bien. En été, il part pour l'Île de Valaam où il retrouve Ivan Chichkine avec lequel il peint, chacun s'exprimant à sa manière. En 1860, il participe avec succès à l'exposition de l'école de peinture, de sculpture et d'architecture de Moscou et l'année suivante devient membre et exposant de la Société des amateurs d'art de Moscou.
En 1862, N. M. Asalina membre de la Société des amateurs d'art de Moscou fournit les fonds nécessaires à Kamenev pour lui donner la possibilité de partir à l'étranger afin d'améliorer ses compétences et de se familiariser avec des œuvres d'artistes occidentaux. De 1862 à 1864, il vit à Düsseldorf et à Munich où il visite des musées et des ateliers d'artistes. Pendant tout l'été 1863, Ivan Chichkine et lui travaillent dans l'Oberland bernois puis se séparent : Chichkine reste à Zurich et Kamenev rentre à Munich. L'été suivant, il retrouve Chichkine et avec Eugen Dücker il peint des études près de Düsseldorf dans la Forêt de Teutberg mais on ne sait pas si c'est en 1864 qu'il se rend à Paris pour visiter une exposition consacrée aux peintres de l'Ecole de Barbizon.
1865 : Les relations amicales de Kamenev et de Chichkine se poursuivent en Russie. En été, ils peignent des paysages à proximité du village de Bratseva près de Moscou. La même année, la Société pour l'encouragement des artistes de Saint-Pétersbourg organise pour la première fois un concours avec remise de prix en espèces pour les meilleures œuvres de peinture de genre et de paysage ; Kamenev remporte un prix avec Banc de sable. L'année suivante c'est au tour de la Société des amateurs d'art d'organiser un concours d'art paysager auquel il remporte le premier prix avec Fenaison. Il reçoit en 1867 le titre d'artiste de classe du 3e degré pour le paysage  Vue de la périphérie de Moscou ce qui le rapproche du titre d'académicien que l'Académie lui décerne en 1869 en peinture de paysage pour ses tableaux Vue des environs de Moscou en hiver et Vue des environs du village de Parechye qui reçoit aussi le 1er prix de la Société des amateurs d'art.
1870 : Il devient l'un des membres fondateurs de l'Association des expositions d'art itinérantes avec laquelle il exposera jusqu'en 1884. À la première exposition il présente deux tableaux Brouillard. Étang rouge à Moscou en automne et Nuit d'été tous les deux acquis par Pavel Tretiakov.
1871 : Il remplace Savrassov en tant que professeur à l'école de paysage de l'École de peinture, de sculpture et d'architecture de Moscou et expose avec succès dans une exposition itinérante Brouillard. Étang rouge à Moscou en automne et Nuit d'été qui lui valent des commentaires élogieux de Vladimir Stassov dans le journal Vedomosti.
En 1881 , le tableau Temps nuageux, crépuscule est acheté par Alexandre III et en 1884 : Lev Kamenev reçoit le 1er prix de la société pour l'encouragement des artistes avec Le Ruisseau. Ces épisodes « positifs » ne l'empêchent pas de décliner d'autant plus rapidement qu'il s'adonne à la boisson. À Savvinskaïa Sloboda (ru) dans la colonie où il travaillait beaucoup depuis 1860, où il avait fini par s'installer, où son ami Constantin Korovine lui rendait visite, gravement malade, dépressif d'autant plus qu'il a survécu à des drames familiaux, il meurt le 26 janvier 1886 dans la pauvreté.

## Œuvres
Quelques œuvres pour montrer les thèmes abordés, les techniques appliquées, les supports utilisés, les dimensions choisies, les lieux où sont conservées les œuvres.
- 1850 : Cascade. Huile sur toile. Galerie d'art régionale à Tver.
- 1859 : Paysage avec une cabane. Huile sur toile. 62,5 × 80 cm. Musée des Beaux-Arts à Nijni Novgorod.
- 1859 : Vieux chêne. Huile sur toile. Musée des Beaux-Arts de Lettonie à Riga.
- 1860 : Soir. Huile sur toile. 45 × 63 cm. Musée des Beaux-Arts Mikhaïl Pavlovitch Krochitski à Sébastopol.
- 1861 : Nuit sur la rivière Mologa. Huile sur toile. 53,5 × 83 cm. Musée des Beaux-Arts à Iaroslavl.
- 1861 : Paysage. Huile sur toile. 60,7 × 91,6 cm. Galerie Tretiakov à Moscou
- 1861 : Paysage. Huile sur toile. 89 × 143 cm. Musée d'art Radichtchev à Saratov.
- 1862 : Ferme ukrainienne dans une forêt de chênes. Huile sur toile. Musée russe à Saint-Pétersbourg.
- 1863 : Nuit sur la mer. Huile sur toile. Collection privée.
- 1864 : Au barrage. Musée des Beaux-Arts à Kostroma.
- 1864 : Lac dans une vallée de montagne. Huile sur toile. Musée d'art des Beaux-Arts à Nijni Taguil.
- 1865 : Environs de Düsseldorf. Musée des Beaux-Arts à Ivanovo.
- 1866 : Fenaison. Galerie de peinture d'état Pavel Dogadine (ru) à Astrakhan.
- 1866 : Route en hiver. Huile sur toile. 34 × 58,2 cm. Galerie Tretiakov à Moscou.
- 1866 : Printemps. Huile sur toile. 33,8 × 58,9 cm. Galerie Tretiakov à Moscou.
- 1867 : Village de Savvinskaïa Sloboda (ru) près de Zvenigorod. Pluie. Huile sur carton. Musée Vassili Tropinine et d'artistes moscovites de son temps à Moscou.
- 1867 : Coucher de soleil. Huile sur toile. 62 × 98 cm. Musée régional des Beaux-Arts à Orenbourg.
- 1868 : Paysage. Huile sur toile. 75 × 65,5 cm. Musée d'art Radichtchev à Saratov.
- 1869 : Vue des environs du village de Poretchie (ru). Huile sur toile. 92 × 143 cm. Musée russe à Saint-Pétersbourg.
- 1870 : Paysage d'été avec une rivière. Huile sur toile. 63 × 134 cm. Galerie régionale d'art à Vologda.
- 1870 : Une nuit, clair de lune sur la rivière. Huile sur toile. 68 × 113 cm. Galerie Tretiakov à Moscou.
- 1871 : Brouillard. Étang rouge à Moscou en automne. Huile sur toile. 68 × 113 cm. Galerie Tretiakov à Moscou.
- 1872 : Récolte. Paysage avec des meules. Huile sur toile. 70 × 114 cm. Musée des Beaux-Arts à Soumy.
- 1874 : Étang dans le parc. Huile sur toile. 81,5 × 133 cm. Musée des Beaux-Arts à Nijni Taguil.
- 1874 : Forêt. Huile sur toile. 75 × 58 cm. Musée régional des Beaux-Arts Mikhaïl Vroubel à Omsk.
- 1875 : Vue sur la rivière Kazanka. Huile sur toile. 65 × 120 cm. Musée national des Beaux-Arts de la République du Tatarstan à Kazan.
- 1875 : Rivière à la lisière de la forêt. Huile sur toile. 38,3 × 65,8 cm. Musée national des Beaux-Arts de la République du Tatarstan à Kazan.
- 1878 : Clair de lune. Musée des Beaux-Arts de Iekaterinbourg.
- 1884 : Ruisseau. Huile sur toile. Musée Russe à Saint-Pétersbourg.

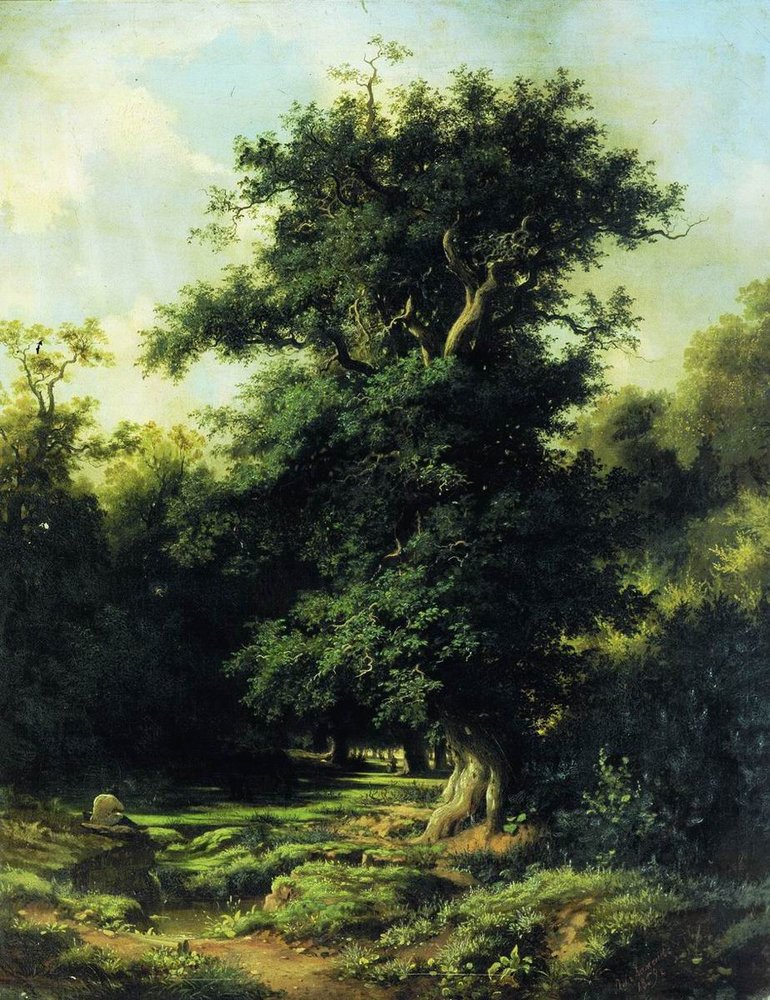
Le Vieux Chêne, 1859.
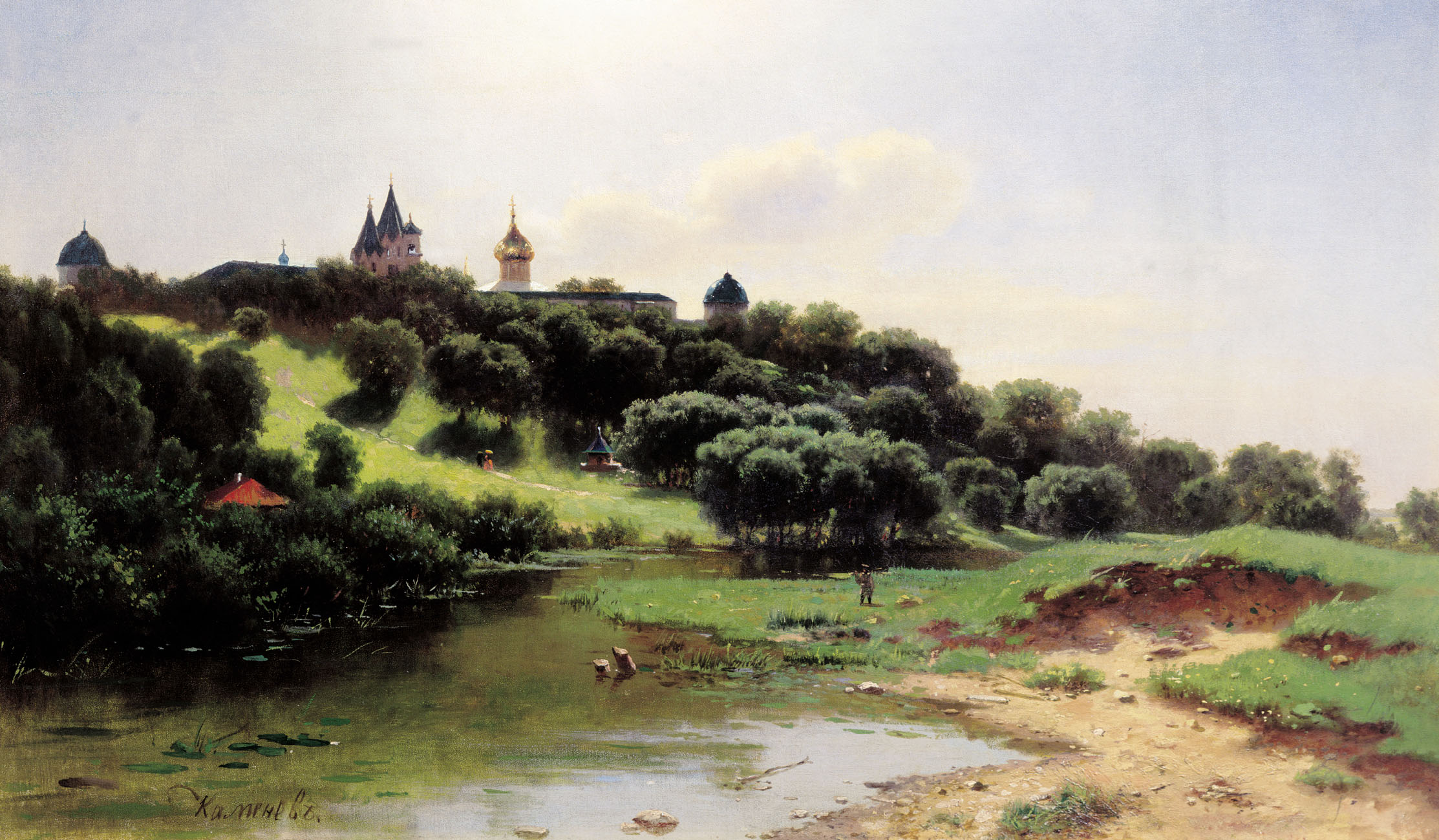
Le Monastère Savvino-Storozhevsky près de Zvenigorod, 1860s.
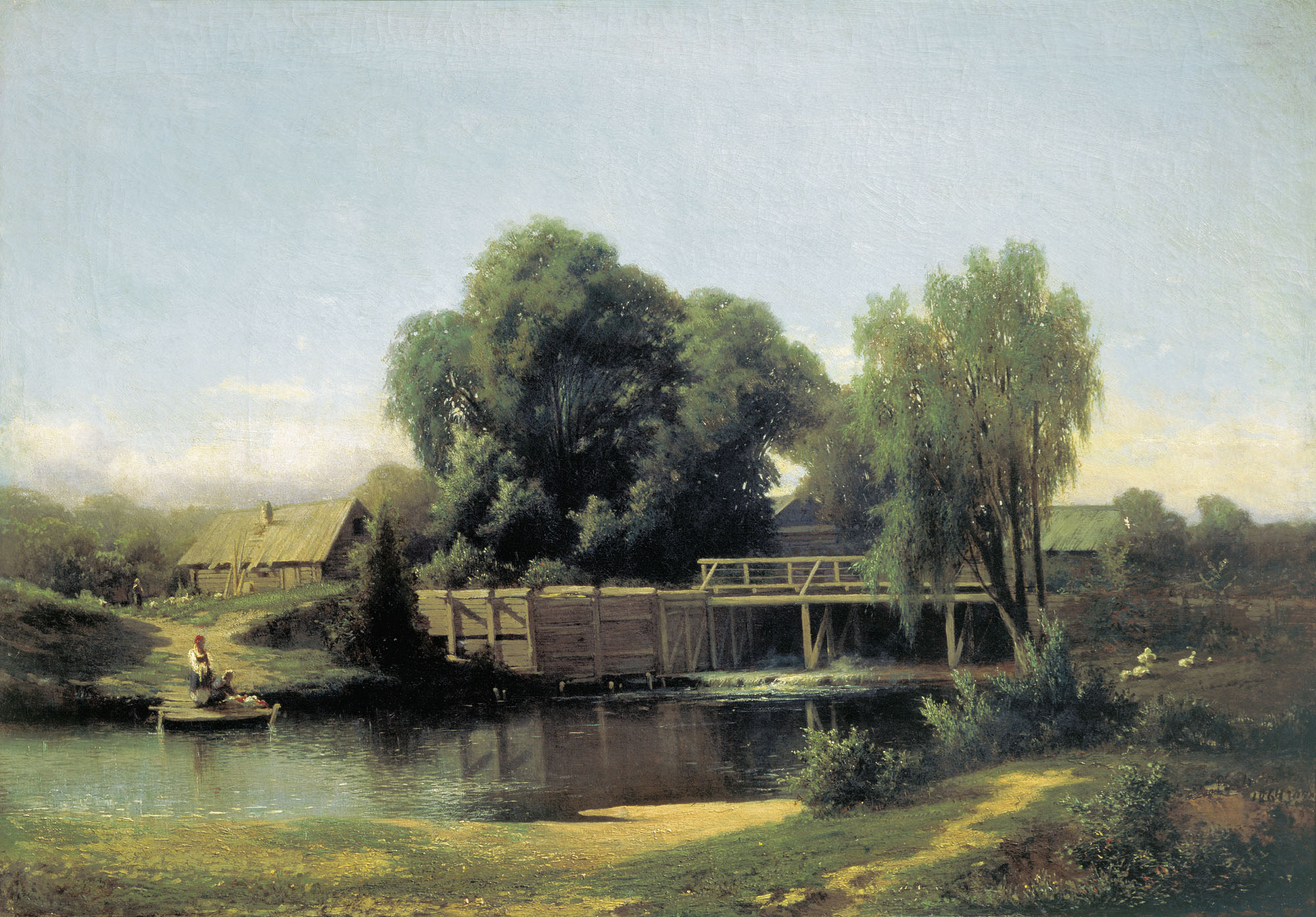
Au Barrage, 1864.
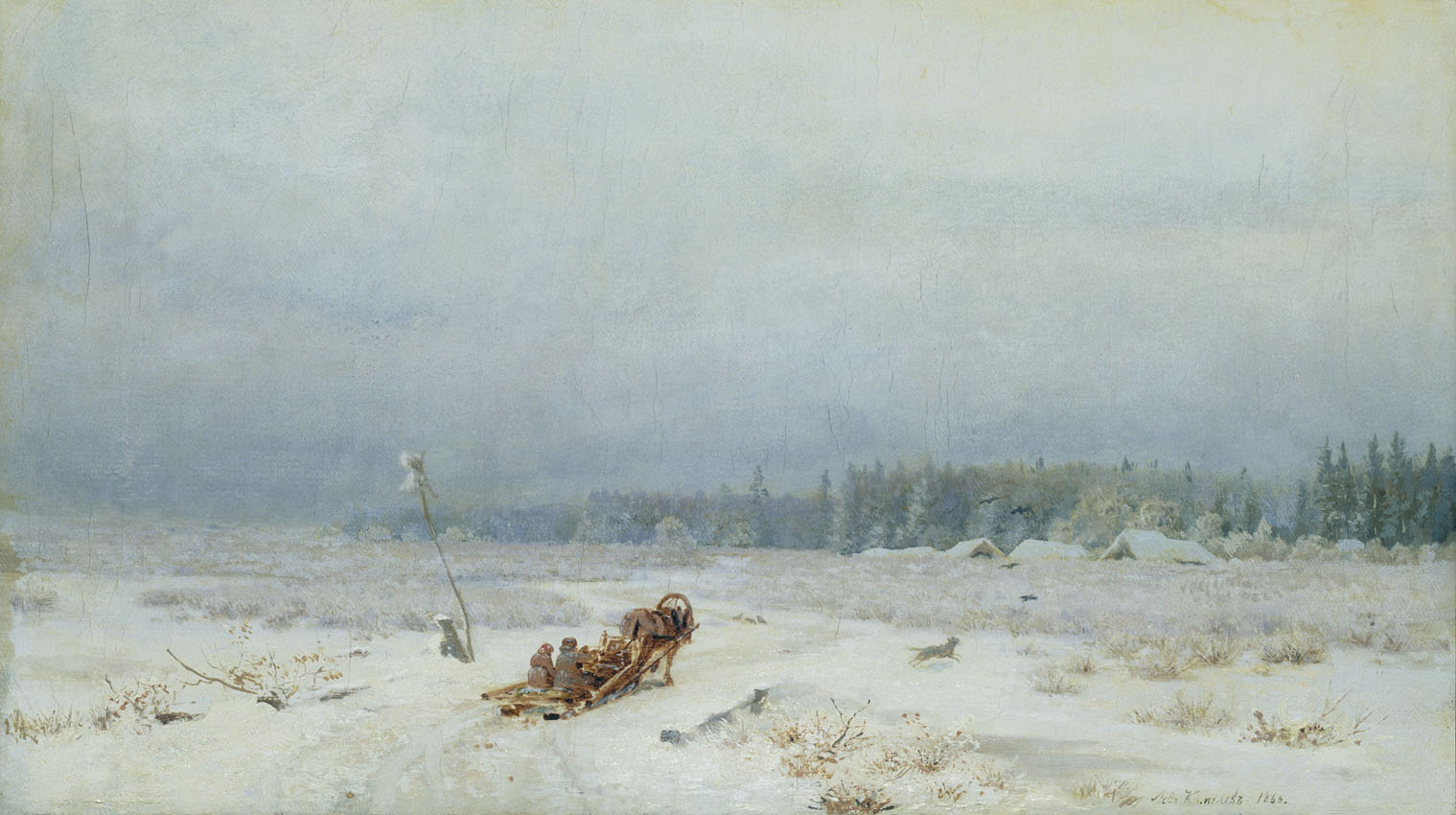
Route d'hiver, 1866.

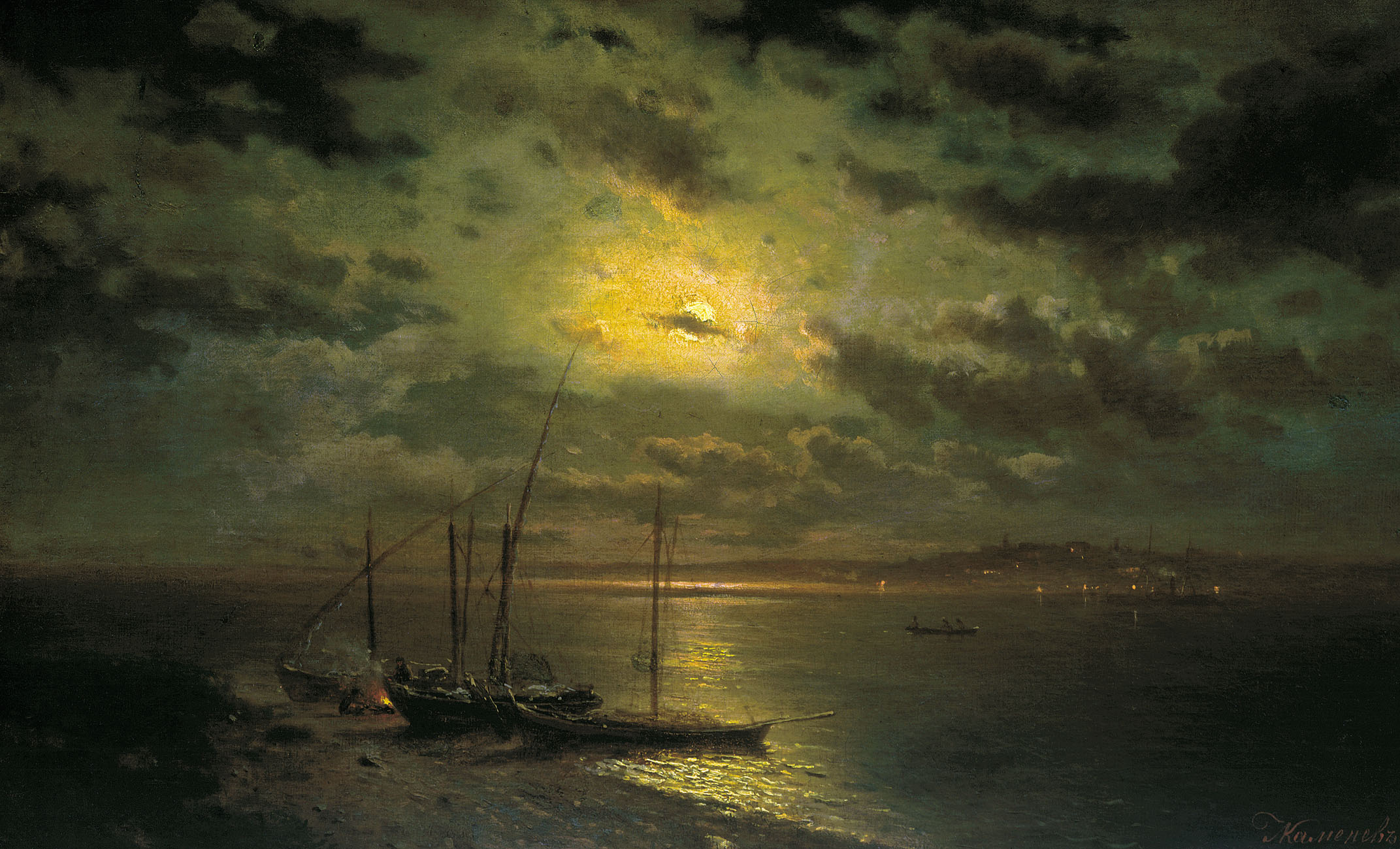
Une nuit, clair de lune sur la rivière, 1870s.
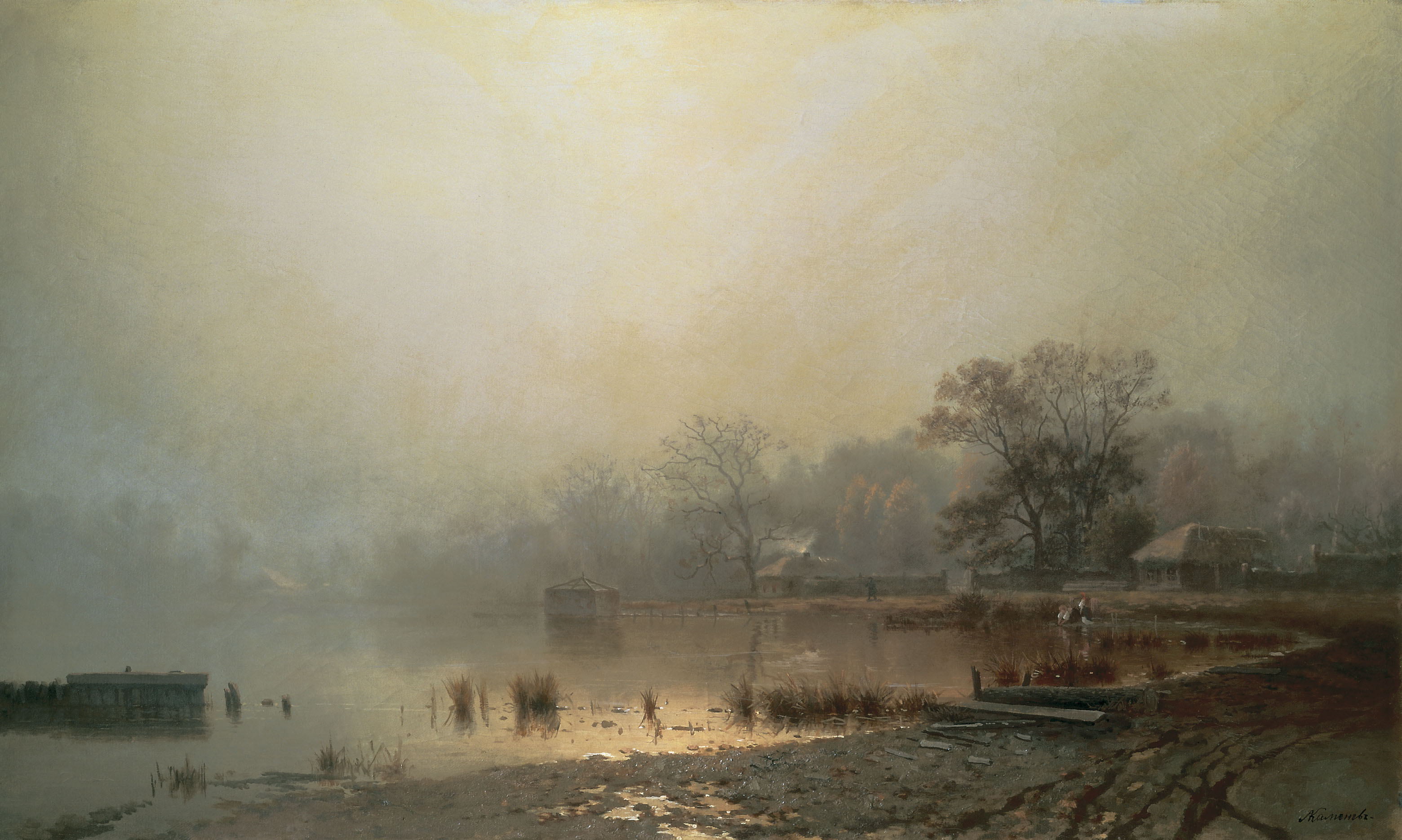
Brouillard. Étang rouge à Moscou en automne, 1871.
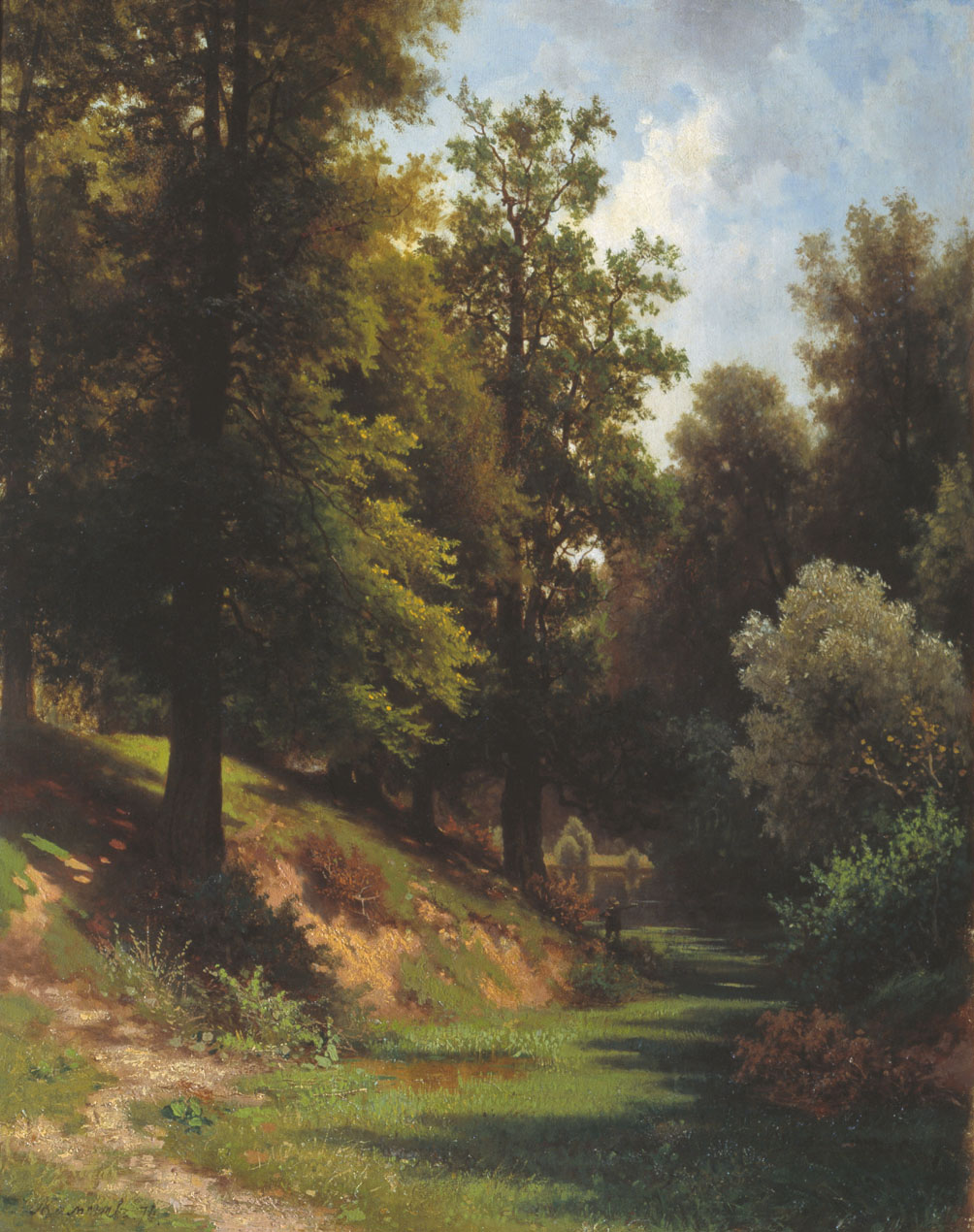
Forêt, 1874.
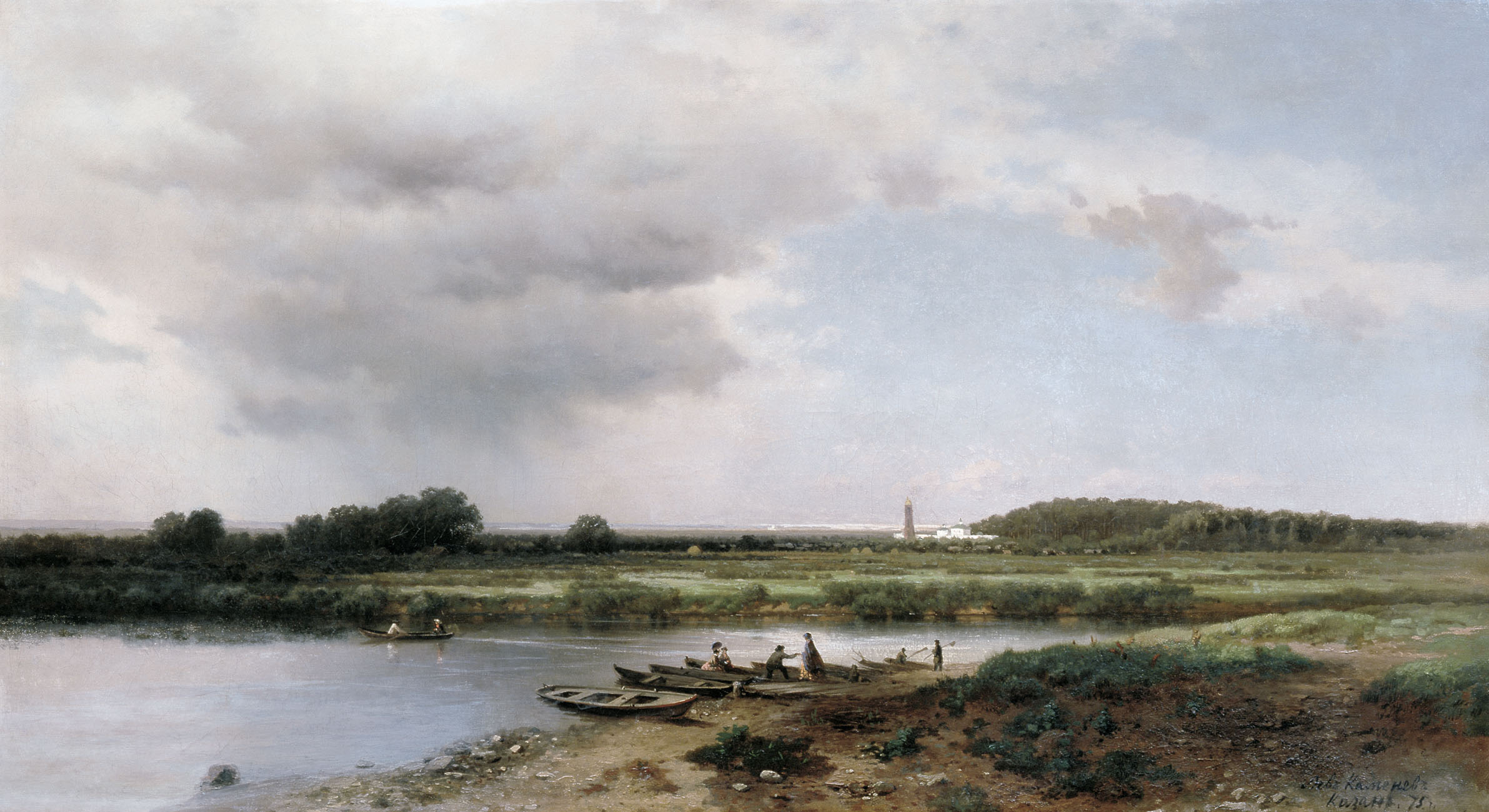
Vue sur la rivière Kazanka, 1875.